# Port lotniczy Hemavan
Port lotniczy Hemavan (IATA: HMV, ICAO: ESUT) – port lotniczy położony niedaleko Hemavan, w regionie Västerbotten, w Szwecji.

## Linie lotnicze i połączenia
| Linia Lotnicza | Kierunek                                                     |
| -------------- | ------------------------------------------------------------ |
| Amapola Flyg   | 1. Arvidsjaur 2. Lycksele 3. Sztokholm-Arlanda 4. Vilhelmina |